# Karl Strehl
Karl Wilhelm Andreas Strehl (* 30. April 1864 in Bayreuth; † 14. Juni 1940 in Hof) war ein deutscher Physiker und Optiker.
In seinem Hauptwerk Theorie des Fernrohrs auf Grund der Beugung des Lichts beschrieb er die Zusammenhänge und die Bedeutung der Helligkeit im ersten Beugungsring und formulierte eine Methode zur Berechnung der Definitionshelligkeit. Die Definitionshelligkeit beschreibt das Verhältnis der theoretisch maximal möglichen Intensität des zentralen Beugungsscheibchens einer perfekten Optik zur Intensität des zentralen Beugungsscheibchens einer real existierenden Optik bei der Abbildung eines punktförmigen Objekts. Die Definitionshelligkeit wird heute nach Karl Strehl als Strehl-Zahl oder Strehl Ratio bezeichnet.

## Leben
Karl Wilhelm Andreas Strehl wurde am 30. April 1864 in Bayreuth geboren. Dort besuchte er von 1874 bis 1882 das Gymnasium. Von 1883 bis 1887 studierte er Physik und Mathematik in Erlangen und München. Das Studium schloss er am 28. Oktober 1887 mit der Hauptprüfung Lehramt in Mathematik und Physik ab. Nach dem Studium erlangte er seine erste Anstellung als Assessor am 1. Oktober 1889 an der Handelsschule in Augsburg. Vom 27. Oktober 1890 an wechselte er an das Gymnasium in Landau i. d. Pfalz, wo er bis 1894 arbeitete. Am 1. September 1894 wurde er Gymnasiallehrer in Weißenburg, wo er bis 1897 tätig war. In Weißenburg heiratete er am 28. Dezember 1894 die Kindergärtnerin Barbara Anna Reisinger. Vom 16. November 1897 bis 1905 arbeitete er dann als Gymnasiallehrer in Erlangen. In Erlangen erlangte er auch am 20. Februar 1900 den Doktortitel (Dr. phil.). Dann folgte am 1. Oktober 1905 der Wechsel an das Jean-Paul-Gymnasium in Hof, wo er bis zu seiner Pensionierung am 1. September 1923 als Gymnasiallehrer und zuletzt Oberstudienrat wirkte. Während der Kriegszeit wurde ihm am 24. Juli 1918 das preußische Verdienstkreuz verliehen.

## Werke
- Strehl, K. 1895, Aplanatische und fehlerhafte Abbildung im Fernrohr, Zeitschrift für Instrumentenkunde 15 (Oct.), 362–370.
- Strehl, K. 1902, Über Luftschlieren und Zonenfehler, Zeitschrift für Instrumentenkunde, 22 (July), 213–217. [PDF file]

| Personendaten    | Personendaten                                     |
| ---------------- | ------------------------------------------------- |
| NAME             | Strehl, Karl                                      |
| ALTERNATIVNAMEN  | Strehl, Karl Wilhelm Andreas (vollständiger Name) |
| KURZBESCHREIBUNG | deutscher Physiker und Optiker                    |
| GEBURTSDATUM     | 30. April 1864                                    |
| GEBURTSORT       | Bayreuth                                          |
| STERBEDATUM      | 14. Juni 1940                                     |
| STERBEORT        | Hof                                               |